# كابس (فلم)
كابس (بالإنجليزية:Cops) فيلم أمريكي كوميدي صامت أنتج سنة 1922 بطولة باستر كيتون وتأليف وإخراج إدوارد إف كلاين وكيتون.

## طاقم التمثيل
- باستر كيتون
- جو روبرتس
- فيرجينيا فوكس
- إدوارد إف كلاين
- ستيف ميرفي

## وصلات خارجية
- الفيلم القصير Cops متوفر للتحميل من موقع أرشيف الإنترنت [المزيد]
- كابس على موقع IMDb (الإنجليزية)
- كابس على موقع روتن توميتوز (الإنجليزية)
- كابس على موقع ألو سيني (الفرنسية)
- كابس على موقع أول موفي (الإنجليزية)
- كابس على موقع فيلمافينيتي (الإسبانية)
- كابس على موقع قاعدة بيانات الفيلم (الإنجليزية)
- كابس على موقع ليتربوكسد (الإنجليزية)
- كابس على موقع كينوبويسك (الروسية)
- Article at InDigest Magazine about the film recently being scored by guitarist Steve Kimock